# La Tebaida (Racine)
La Tebaida (La Thébaïde) es la primera obra de teatro que escribe el dramaturgo francés Jean Racine (1639-1699). Fue representada en 1664 por la compañía de Molière.
El tema de esta obra es el odio. Se ve en ella imitación de Séneca, Eurípides, Rotrou y Corneille. Se adivina ya una nueva forma de concebir lo trágico, ya que la catástrofe aparece como inminente desde las primeras palabras de los personajes.
- Datos: Q3213141